# Toxopoda bifurcata
Toxopoda bifurcata är en tvåvingeart som beskrevs av Iwaza 1992. Toxopoda bifurcata ingår i släktet Toxopoda och familjen svängflugor.
Artens utbredningsområde är Vietnam. Inga underarter finns listade i Catalogue of Life.